# Yaginumaella lobata
Yaginumaella lobata är en spindelart som beskrevs av Peng X., Tso I., Li S. 2002. Yaginumaella lobata ingår i släktet Yaginumaella och familjen hoppspindlar. Inga underarter finns listade i Catalogue of Life.